# Live-Evil
| 전문가 평가                   | 전문가 평가 |
| 평가 점수                     | 평가 점수   |
| 출처                          | 점수        |
| ----------------------------- | ----------- |
| All Music Guide to Jazz       | [ 1 ]       |
| Christgau's Record Guide      | A−          |
| Down Beat                     | [ 3 ]       |
| Entertainment Weekly          | A−          |
| Los Angeles Times             | [ 5 ]       |
| MusicHound Jazz               | 3/5         |
| Penguin Guide to Jazz         | [ 7 ]       |
| Pitchfork                     | 9.9/10      |
| The Rolling Stone Album Guide | [ 9 ]       |
| Sputnikmusic                  | 4/5         |

《Live-Evil》은 미국의 재즈 음악가 마일스 데이비스의 라이브 및 스튜디오 음반이다. 이 음반의 일부 부분에는 1970년 셀러 도어에서 데이비스의 콘서트에서 나온 음악이 수록되었는데, 이 콘서트는 이후 프로듀서인 테오 마세로가 편집하고 스튜디오에서 함께 짜맞추었다. 그들은 재즈 록 스타일로 길고 빽빽한 잼으로 공연되었고, 스튜디오 녹음은 에르메투 파스코아우 작곡의 장식이었다. 이 음반은 원래 1971년 11월 17일에 발매되었다.

## 배경
이 음반에는 키스 재럿과 잭 디조넷를 포함한 많은 유명한 재즈 뮤지션들이 참여한다. 음반의 주요 뮤지션 중 한 명인 존 맥러플린은 녹음 당시 마일스 데이비스의 밴드의 정규 멤버가 아니었다. 마일스는 마지막 순간에 맥러플린에게 전화를 걸어 그들이 셀러 도어에서 라이브로 녹음한 마지막 4일 밤 동안 밴드에 합류하게 했다. 마일스는 전날 밤에 "그는 완전히 못박지 않은 요소를 찾고 있었다"고 말했다.
데이비스는 원래 이 음반이 《Bitches Brew》의 정신적 계승자가 될 계획이었으나, 《Live-Evil》이 "전혀 다른 것"이라는 것이 명백해지자 이 생각은 포기되었다.

## 커버 아트
음반 커버는 예술가 마티 클라웨인이 삽화를 그렸다. 클라웨인은 데이비스와는 독립적으로 앞면 커버를 칠했지만 뒷면 커버는 데이비스의 제안으로 그려졌다.
"커버를 위해 임산부의 사진을 하고 있었는데, 마침내는 날 마일스가 나를 불러 '한쪽에 생명체가 있고, 다른 한쪽에 악이 있는 그림을 갖고 싶다'고 말했어요. 그리고 그가 언급한 것은 두꺼비뿐이었어요. 그러자 내 옆에는 존 에드거 후버가 커버에 붙어 있는 타임 매거진의 사본이 있었는데, 그는 그저 두꺼비처럼 보였어요. 저는 마일스에게 두꺼비를 찾았다고 말했어요."
음반의 레코드 클럽 프레싱은 음반 제목이 검은색 커버에 인쇄되어 있었다.

## 곡 목록
| #  | 제목                            | 작곡                | 재생 시간 |
| -- | ------------------------------- | ------------------- | --------- |
| 1. | 〈Sivad〉                       | 마일스 데이비스     | 15:16     |
| 2. | 〈Little Church〉               | 에르메투 파스코아우 | 3:17      |
| 3. | 〈Medley: Gemini/Double Image〉 | 데이비스/조 자비눌  | 5:56      |

| #  | 제목              | 작곡       | 재생 시간 |
| -- | ----------------- | ---------- | --------- |
| 1. | 〈What I Say〉    | 데이비스   | 21:12     |
| 2. | 〈Nem Um Talvez〉 | 파스코아우 | 4:03      |

| #  | 제목           | 작곡       | 재생 시간 |
| -- | -------------- | ---------- | --------- |
| 1. | 〈Selim〉      | 파스코아우 | 2:15      |
| 2. | 〈Funky Tonk〉 | 데이비스   | 23:28     |

| #  | 제목                                          | 작곡     | 재생 시간 |
| -- | --------------------------------------------- | -------- | --------- |
| 1. | 〈Inamorata and Narration by Conrad Roberts〉 | 데이비스 | 26:29     |